# Кочаров, Ника Валерьевич
Ника (Николоз) Валерьевич Кочаров (груз. ნიკა კოჩაროვი, родился 22 июня 1980 в Тбилиси) —армяно- грузинский певец, лидер рок-группы «Nika Kocharov & Young Georgian Lolitaz», участвовавшей в Евровидении 2016. Сын армяно-грузинского рок-музыканта Валерия Кочарова, лидера группы «Блиц».

## Биография

### Ранние годы
Родился 22 июня 1980 года в Тбилиси. Отец — Валерий Кочаров, музыкант, лидер советской рок-группы «Блиц» (первый концерт, по совпадению, группа дала как раз в день, когда родился Ника). Мать — грузинка.Отец - армянин.В нем течет армяно- грузинская кровь. Несмотря на армянскую фамилию, у Ники нет каких-либо армянских родственников.Ника увлекался музыкой с детства, несмотря на возражения отца, который хотел, чтобы сын стал хотя бы врачом. Неоднократно Ника посещал репетиции и брал уроки игры на гитаре. Любимыми группами были «The Beatles» и «Nirvana». Первую группу он основал примерно в возрасте 14 или 15 лет, но считал музыку не более чем хобби для себя.

### Музыкальная карьера
Свой текущий коллектив «Young Georgian Lolitaz» Ника основал в 2000 году, взяв в качестве названия группы собирательное пародийное название различных эротических сайтов. Группа впервые появилась в том же году на рок-фестивале, удивив зрителей, помимо своего выступления, и своим экстравагантным названием. В группу были взяты достаточно опытные музыканты, которые были широко известны на грузинской рок-сцене: Димитри Оганесян, один из известнейших барабанщиков Грузии; Леван Шаншиашвили, автор музыки и аранжировки для многих песен, лидер группы «Kid Jesus»; Георгий Марр, гитарист групп «String», «Zurgi» и «Black Marrows».
Ника ездил вместе с семьёй в Англию, где учился, жил и давал многочисленные концерты. До 2011 года Ника жил в Англии и руководил своей группой «Electric Appeal,» после вернулся в Тбилиси и образовал группу Z for Zulu, куда вошли Гия Иашвили, Ника Давиташвили и Димитри Оганесян. Вскоре Ника решил, что написанные им песни не подходят для «Z for Zulu», и собрал снова «Young Georgian Lolitaz».
В 2016 году Ника со своей группой «Young Georgian Lolitaz» был выбран представителем Грузии на Евровидении, что сначала расценил как шутку. Однако, после переговоров с грузинской делегацией, Кочаров согласился отправиться на конкурс с группой. «Young Georgian Lolitaz» вышли в финал и заняли там итоговое 20-е место.

### Личная жизнь
Ника разведён, у него есть двое детей: сыновья Космо и Дамиэн. Знает армянский,грузинский, английский и русский языки.